# Ichi Pound no fukuin
Ichi Pound no fukuin (jap. 1ポンドの福音 Ichi pondo no fukuin) – manga autorstwa Rumiko Takahashi, publikowana na łamach magazynu „Shūkan Young Sunday” wydawnictwa Shōgakukan od lipca 1987 do grudnia 2006. Całość zebrano w 4 tomach.
Na jej podstawie studio Gallop wyprodukowało OVA, wydaną w grudniu 1988. W oparciu o mangę powstała także 9-odcinkowa TV drama, którą emitowano od stycznia do marca 2008.

## Fabuła
Historia opowiada o Kosaku Hatanace, młodym bokserze, który nie potrafi zapanować nad swoim niepohamowanym apetytem. W rezultacie przybiera na wadze i musi walczyć w wyższych kategoriach wagowych, do których nie jest przygotowany, co skutkuje jego coraz częstszymi porażkami. Pewnego dnia spotyka siostrę Angelę, początkującą zakonnicę, która jest zdeterminowana, aby walczyć z obżarstwem Kosaku i sprowadzić go z powrotem na właściwą ścieżkę. Dlatego stale zachęca go, aby pozostawał w formie i trzymał się z dala od jedzenia. Jednak bliskość może czasami rodzić uczucia, które Kosaku zaczyna rozwijać. Co gorsza, siostra Angela zdaje sobie sprawę, że zaczyna je odwzajemniać.

## Manga
Rozdziały Ichi Pound no fukuin były sporadycznie publikowane w magazynie „Shūkan Young Sunday” od 24 lipca 1987 do 21 grudnia 2006. Zostały zebrane w 4 tankōbonach, wydanych między 5 lipca 1989 a 5 marca 2007 nakładem wydawnictwa Shōgakukan.
| Nr | Data wydania (język japoński) | ISBN (język japoński)  |
| -- | ----------------------------- | ---------------------- |
| 1  | 5 lipca 1989                  | ISBN 4-09-151101-5     |
| 2  | 5 lipca 1990                  | ISBN 4-09-151102-3     |
| 3  | 5 lipca 1996                  | ISBN 4-09-151103-1     |
| 4  | 5 marca 2007                  | ISBN 978-4-09-151170-6 |

## OVA
Manga została zaadaptowana na pojedynczy 55-minutowy odcinek OVA wyprodukowany przez studio Gallop. Za reżyserię odpowiadał Osamu Dezaki, pod pseudonimem Makura Saki, scenariusz napisali Hideo Takayashiki i Tomoko Konparu, a muzykę skomponował Kenji Kawai. Produkcja została wydana 2 grudnia 1988. 

## TV drama
Adaptacja w formie 9-odcinkowej TV dramy była emitowana w stacji Nippon TV od 12 stycznia do 8 marca 2008. W serialu wystąpili Kazuya Kamenashi z KAT-TUN jako Kosaku Hatanaka i Meisa Kuroki jako siostra Angela.

## Odbiór
Shaenon K. Garrity, pisząca dla Anime News Network, stwierdziła, że pomimo mało prawdopodobnego połączenia boksu i katolicyzmu w komedii sytuacyjnej, Takahashi sprawia, że to działa. Nazwała również sceny akcji „realistycznymi”, wykorzystującymi odpowiednią terminologię bokserską. Garrity podejrzewa, że autorka oddała hołd Mitsuru Adachiemu za pomocą komedii sportowej i uważa, że Ichi Pound no fukuin przemawia do fanów starszych „slapstickowych” dzieł Takahashi, w przeciwieństwie do jej nowych bardziej zorientowanych na dramat serii.